# Sint-Omaarskerk (Rekspoede)
De Sint-Omaarskerk (Frans: Église Saint-Omer) is de parochiekerk van de gemeente Rekspoede in het Franse Noorderdepartement.
Oorspronkelijk was hier een kapel, vermeld in 1160, gewijd aan Sint-Nicolaas, welke later aan Sint-Omaars werd gewijd. In 1557 werd de kerk herbouwd in gotische stijl. Het werd een bakstenen driebeukige hallenkerk. Deze kerk had een vieringtoren, welke echter door een aardbeving ernstig werd beschadigd. Daarom werd in 1900 een nieuwe westtoren aangebouwd in neogotische stijl. Deze toren kreeg een totale hoogte van 66 meter.
Het interieur van de kerk is voornamelijk neogotisch en bezit bovendien een orgelkast die afkomstig is van de Abdij van Sint-Winoksbergen, evenals een preekstoel en een koorgestoelte. Ook zijn er ex votos te vinden die deels in de Nederlandse taal zijn gesteld.